# Joseph Tong Changping
Joseph Tong Changping (* Dezember 1968) ist römisch-katholischer Bischof von Weinan.

## Leben
Joseph Tong Changping studierte von 1991 bis 1994 Theologie und Philosophie am Regionalseminar des Erzbistums Xi’an, anschließend Rechts- und Politikwissenschaften am Institut für Politische Wissenschaften der Provinz Shaanxi. Am 6. Januar 1997 empfing er die Priesterweihe. Er lehrte zunächst kanonisches Recht am Diözesanseminar und wurde Vikar und Pfarrer in Weinan.
Am 4. November 2002 wurde er durch Lawrence Zhang Wenbin zum Bischof des Bistums Weinan geweiht, einem Suffraganbistum des Erzbistums Xi’an. Er wurde durch Papst Benedikt XVI. sowie der Chinesisch Katholisch-Patriotischen Vereinigung anerkannt.